# Dwight Jones (cestista 1952)
Dwight Elmo Jones (Houston, 27 febbraio 1952 – The Woodlands, 25 luglio 2016) è stato un cestista statunitense, professionista nella NBA e in Italia.

## Biografia
Frequenta l'E.O. Smith Education Center e la Wheatley High School a Houston e inizia a giocare a basket nel periodo del college, svolto alla University of Houston con gli Houston Cougars, dove rimane dal 1970 al 1973. Mentre gioca con i Cougars, viene selezionato nella nazionale degli Stati Uniti di basket per prendere parte alle Olimpiadi di Monaco di Baviera del 1972 dove si mette subito in luce nelle otto gare vittoriose per il maggior numero di punti segnati e di rimbalzi catturati, ma perdendo la controversa finale contro l'Unione Sovietica. Durante quella partita, Jones viene espulso dopo un alterco con un giocatore sovietico; più tardi venne rivelato che i sovietici, quando seppero che lui era il leader della squadra statunitense, lo provocarono intenzionalmente per farlo uscire dalla gara. Jones e gli altri compagni di squadra, dopo le controversie relative al convulso finale di gara, rifiutarono di ritirare la medaglia d'argento non presentandosi alla cerimonia di premiazione.
Inizia la carriera da professionista nel 1973 quando durante il draft della NBA del 1973 è la nona scelta degli Atlanta Hawks. Gioca per dieci stagioni nella NBA con quattro franchigie; oltre agli Hawks, anche gli Houston Rockets, i Chicago Bulls e i Los Angeles Lakers. Nella carriera NBA ha giocato 766 gare di regular season segnando complessivamente 6.230 punti, catturando 4.513 rimbalzi ed effettuando 911 assist vincenti, con una media di 8,1 punti a partita.
Approdato in Italia, gioca 30 gare di campionato nella stagione 1983-1984 nella Bic Trieste, che si classificò al 12º posto finale.
Nel 2012 compare insieme agli altri compagni di squadra della finale olimpica del 1972 nel documentario Silver Reunion della ESPN, dove ribadiscono la loro ferma volontà di non ritirare le medaglie d'argento, tuttora conservate nel caveau di una banca a Losanna, in Svizzera. Nel film drammatico sportivo del 2017 Tre secondi per la vittoria che esamina i fatti controversi accaduti durante quella celebre gara dal punto di vista russo, Dwight Jones è impersonato da Kibwe Trim.
Suo figlio, Dwight Jones II, ha giocato anch'esso a basket a livello di college alla Houston Baptist University, nominato Player of the Year nella Red River Athletic Conference e anche nominato dalla NAIA All-America per due stagioni consecutive (2005-06 e 2006-07).
Dwight Jones è scomparso nel luglio 2016 a 64 anni.